# バーバラ・ピエール

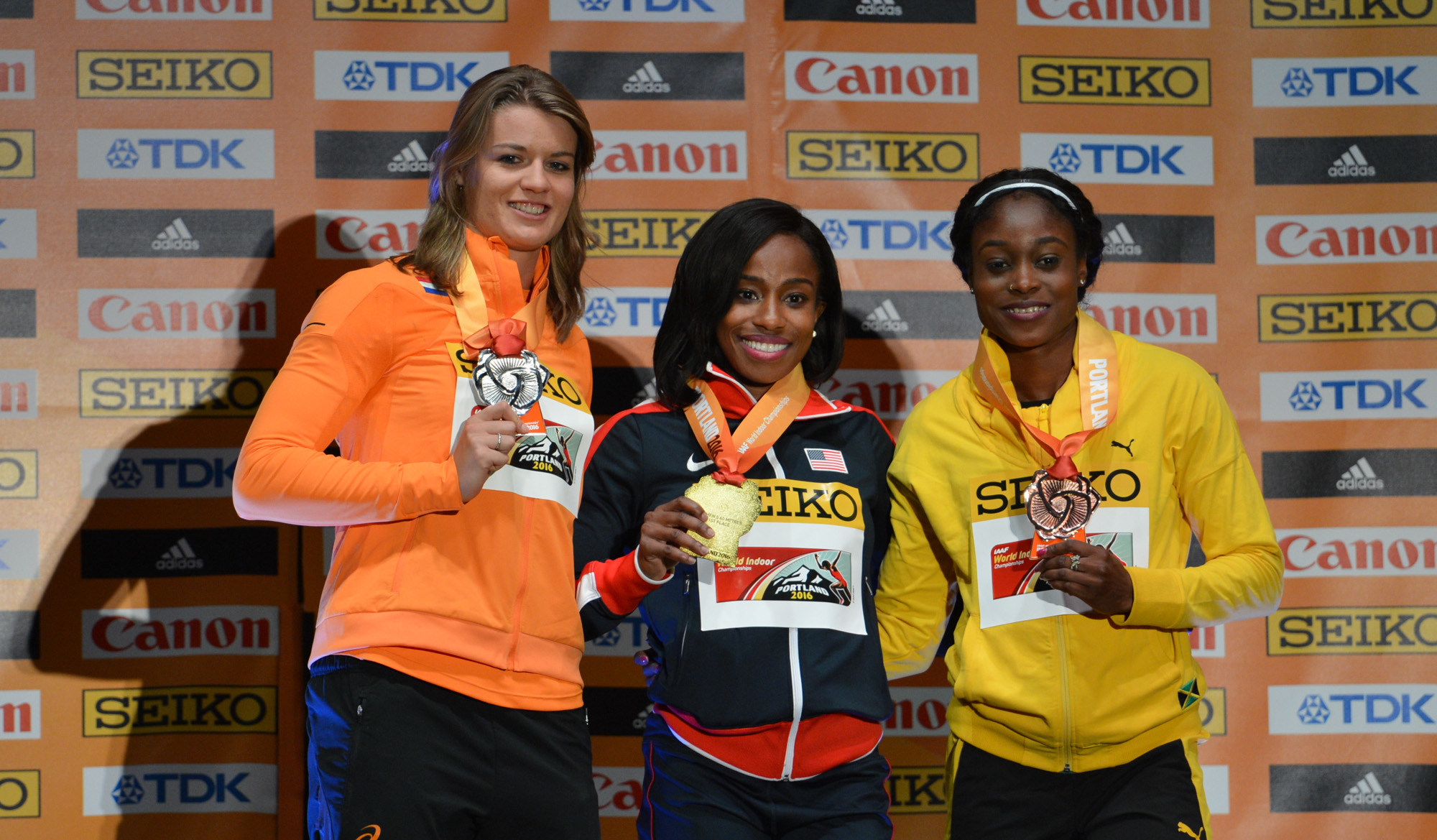
2016年ポートランド世界室内選手権 (中央)

バーバラ・ピエール（Barbara Pierre、1986年4月28日 ‐ ）は、ハイチ・ポルトープランス出身の陸上競技選手。専門は短距離走。60mで7秒00（室内世界歴代10位タイ）、100mで10秒85の自己ベストを持つ。2016年ポートランド世界室内選手権女子60mの金メダリストである。
ハイチ生まれアメリカ育ちのスプリンター。ハイチとアメリカの2重国籍を持ち、2008年北京オリンピックにはハイチ代表として出場した。2011年からはアメリカ代表として国際大会に出場し、世界室内選手権やパンアメリカン競技大会などでは金メダルを獲得する活躍を見せているが、アメリカ代表としてオリンピックや世界選手権に出場した経験はない。2013年モスクワ世界選手権では女子4×100mリレーのメンバーに選出されたが、補欠のため出番はなかった。

## 経歴
ハイチに生まれたが、5歳の時にアメリカに移り住んだ。陸上競技は高校生の時に開始。

### 大学時代
セント・オーガスティーンズ大学に在籍し、2007年から2010年の間に全米学生選手権（NCAA選手権）2部で6つの個人タイトルを獲得した。その内訳は、全米学生選手権2部女子100mで2回（2007年と2008年）、全米学生室内選手権（NCAA室内選手権）2部女子60mで3回（2007年と2008年と2009年）、女子200mで1回（2008年）。また、2009年の全米学生選手権2部女子100mでは11秒18（+1.4）の大会新記録を樹立し、1993年にチャンドラ・スターラップが樹立した記録を16年ぶりに塗り替えた。
2008年にはハイチ代表として国際大会に出場。7月の中央アメリカ・カリブ選手権女子100mでは銅メダルを獲得し、8月の北京オリンピック女子100mでは2次予選まで進出した。

### 2011年
10月のパンアメリカン競技大会に初めてアメリカ代表として出場すると、女子100mは優勝したロサンジェラ・サントスに0秒03及ばず、11秒25（-0.2）の2位で国際タイトルを惜しくも逃した。2走を務めた女子4×100mリレーはブラジル（42秒85）に敗れたが、43秒10で銀メダル獲得に貢献した。

### 2012年
2月の全米室内選手権女子60mでは優勝したティアナ・マディソンに0秒04及ばず、7秒06の2位で初の全米タイトルを逃した。アメリカ代表として初の世界大会出場となった3月のイスタンブル世界室内選手権女子60mでは、予選を7秒24、準決勝を7秒19で突破し、初めて世界大会の決勝に進出した。迎えた決勝では7秒14の4位に終わり、3位のティアナ・マディソンとは0秒05差でメダルを逃した。

### 2013年
3月の全米室内選手権女子60mを7秒08で制し、初の全米タイトルを獲得。6月の全米選手権女子100mでは準決勝で自己ベストおよび全体トップのタイムとなる10秒85（+2.0）をマークしたが、決勝はタイムを落として10秒94（+1.8）の5位に終わった。この結果、8月に行われるモスクワ世界選手権女子4×100mリレーのアメリカ代表に選出されたが、大会での出番はなかった。

### 2014年
6月の全米選手権女子100mでは11秒27（-2.1）の2位に終わり、またもティアナ・バートレッタ（旧姓マディソン）に0秒12及ばず屋外全米タイトルを逃した。

### 2015年
7月のパンアメリカン競技大会女子100mでは予選で10秒92（+1.6）の大会新記録を樹立し、準決勝でも追い風参考記録ながら予選のタイムに迫る10秒96（+2.2）をマークしたが、迎えた決勝では11秒01（+0.9）の3位に終わった。しかし、アメリカチームの1走を務めた女子4×100mリレーでは、決勝で42秒58の大会新記録樹立と金メダル獲得に貢献した。8月の北中米カリブ選手権では女子100mを11秒12（-0.1）で制して初の国際タイトルを獲得すると、アメリカチームの1走を務めた女子4×100mリレーは42秒24の大会新記録樹立と金メダル獲得に貢献し、大会2冠を達成した。

### 2016年
3月12日の全米室内選手権女子60m決勝で室内世界歴代9位タイ（当時）および室内アメリカ歴代3位の記録となる7秒00をマークし、3年ぶり2度目の全米タイトルを獲得した。1週間後に行われたポートランド世界室内選手権女子60mにはダフネ・シパーズとともに今季世界最高記録保持者（7秒00）として臨むと、予選を全体1位の7秒07、準決勝を全体2位の7秒06で突破。迎えた決勝では自己ベストに迫る7秒02をマークし、ダフネ・シパーズ（7秒04）やエレイン・トンプソン（7秒06）を抑えて初の世界タイトルを獲得した。

## 家族
夫のラモン・ギテンスはバルバドス代表として活躍するスプリンター。2016年ポートランド世界室内選手権男子60mで銅メダル、2017年世界リレー男子4×100mで銀メダルを獲得している。

## 自己ベスト
記録欄の（　）内の数字は風速（m/s）で、+は追い風、-は向かい風を意味する。
| 種目 | 記録                        | 年月日                      | 場所              | 備考                 |
| 屋外 | 屋外                        | 屋外                        | 屋外              | 屋外                 |
| ---- | --------------------------- | --------------------------- | ----------------- | -------------------- |
| 100m | 10秒85 (+2.0) 10秒85 (+1.1) | 2013年6月21日 2013年7月27日 | デモイン ロンドン |                      |
| 200m | 23秒23 (-0.5)               | 2010年5月29日               | シャーロット      |                      |
| 室内 |                             |                             |                   |                      |
| 50m  | 6秒22                       | 2012年4月14日               | リエヴァン        |                      |
| 60m  | 7秒00                       | 2016年3月12日               | ポートランド      | 室内世界歴代10位タイ |
| 200m | 23秒62                      | 2010年3月12日               | アルバカーキ      |                      |

## 主要大会成績
備考欄の記録は当時のもの
| 年             | 大会                       | 場所         | 種目    | 結果          | 記録          | 備考                        |
| ハイチ         | ハイチ                     | ハイチ       | ハイチ  | ハイチ        | ハイチ        | ハイチ                      |
| -------------- | -------------------------- | ------------ | ------- | ------------- | ------------- | --------------------------- |
| 2008           | 中央アメリカ・カリブ選手権 | カリ         | 100m    | 3位           | 11秒40 (+1.2) |                             |
| 2008           | 北中米カリブU23選手権      | トルーカ     | 100m    | 4位           | 11秒45 (+0.3) |                             |
| 2008           | オリンピック               | 北京         | 100m    | 2次予選5組5着 | 11秒56 (+0.1) |                             |
| アメリカ合衆国 |                            |              |         |               |               |                             |
| 2011           | パンアメリカン競技大会     | グアダラハラ | 100m    | 2位           | 11秒25 (-0.2) |                             |
| 2011           | パンアメリカン競技大会     | グアダラハラ | 4x100mR | 2位           | 43秒10 (2走)  |                             |
| 2012           | 世界室内選手権             | イスタンブル | 60m     | 4位           | 7秒14         |                             |
| 2015           | パンアメリカン競技大会     | トロント     | 100m    | 3位           | 11秒01 (+0.9) | 予選10秒92 (+1.6)：大会記録 |
| 2015           | パンアメリカン競技大会     | トロント     | 4x100mR | 優勝          | 42秒58 (1走)  | 大会記録                    |
| 2015           | 北中米カリブ選手権         | サンホセ     | 100m    | 優勝          | 11秒12 (-0.1) |                             |
| 2015           | 北中米カリブ選手権         | サンホセ     | 4x100mR | 優勝          | 42秒24 (1走)  | 大会記録                    |
| 2016           | 世界室内選手権             | ポートランド | 60m     | 優勝          | 7秒02         |                             |